# 包家镇
包家镇，是中华人民共和国重庆市垫江县下辖的一个乡镇级行政单位。

## 行政区划
包家镇下辖以下地区：
宝山社区、小山村、甄桥村、安乐村、雨山村、土主村和陆箭村。